# دينو كاستانيو
دينو كاستانيو (بالإسبانية: Dino Castagno)‏ هو لاعب كرة قدم أرجنتيني في مركز الدفاع، ولد في 8 يوليو 1993 في Pozo del Molle ‏ في الأرجنتين. لعب مع ديبورتيفو إسبانول.

## وصلات خارجية
- دينو كاستانيو على موقع قاعدة بيانات كرة القدم.إي يو (الإنجليزية)
- دينو كاستانيو على موقع Soccerway.com (الإنجليزية)